# Saturday Night and Sunday Morning
Saturday Night and Sunday Morning is een Britse dramafilm uit 1960 onder regie van Karel Reisz. De film is gebaseerd op de gelijknamige roman uit 1958 van de Britse auteur Alan Sillitoe.

## Verhaal
De jonge arbeider Arthur Seaton is gefrustreerd op zijn werk, maar hij gaat uit de bol in zijn vrije tijd. De vader van Arthur doet niets anders dan televisie kijken. Na een relatie met een gehuwde vrouw verlooft Arthur zich met een aantrekkelijk maar zeer conformistisch meisje. Hij blijft zich echter gedragen als een rebel.

## Rolverdeling
| Acteur             | Personage       |
| ------------------ | --------------- |
| Albert Finney      | Arthur Seaton   |
| Shirley Anne Field | Doreen          |
| Rachel Roberts     | Brenda          |
| Norman Rossington  | Bert            |
| Hylda Baker        | Tante Ada       |
| Bryan Pringle      | Jack            |
| Robert Cawdron     | Robboe          |
| Edna Morris        | Mevrouw Bull    |
| Elsie Wagstaff     | Mevrouw Seaton  |
| Frank Pettitt      | Mijnheer Seaton |